# علی سلمانی
علی سلمانی (زاده ۲۰ اردیبهشت ۱۳۵۸) بازیکن سابق فوتبال اهل ایران است.